# Diamonds (singel Amandy Lear)
Diamonds – singel francuskiej piosenkarki Amandy Lear, wydany w 1980 roku.

## Ogólne informacje
Utwór został napisany przez wokalistkę oraz jej ówczesnego producenta, Anthony’ego Monna. Był to drugi singel z albumu Diamonds for Breakfast. Odniósł on spory sukces, szczególnie w krajach skandynawskich (#7 w Norwegii, #18 w Szwecji). Pozostaje jednym z największych przebojów Amandy Lear w epoce disco.

## Teledysk
Teledysk został nakręcony w Paryżu, między innymi na placu Vendôme, niedaleko butiku z biżuterią Van Cleef & Arpels.

## Lista ścieżek
- 7" single[1]

1. „Diamonds” – 3:40
2. „It’s a Better Life” – 4:40

## Pozycje na listach
| Kraj     | Pozycja |
| -------- | ------- |
| Niemcy   | 30      |
| Norwegia | 7       |
| Szwecja  | 18      |